# José Muñoz Congost
José Muñoz Congost también conocido como Xaume de Ost (Melilla, 21 de julio de 1918 - Limoges, 18 de mayo de 1996 ) fue un maestro racionalista y militante anarcosindicalista español, exiliado del franquismo.

## Biografía
De joven se estableció en Alicante, donde se afilió a las Juventudes Libertarias y a la CNT con su amigo Benjamín Cano Ruiz. El inicio de la guerra civil española lo pilló estudiando magisterio, y fue uno de los promotores de la Federación Ibérica de Estudiantes Revolucionarios (FIER), patrocinada por la FIJL responsable de las Misiones Culturales de la Federación Universitaria de Estudiantes (FUE) y miembro de la Federación Estudiantil de Conciencias Libres (FECL).
Cuando estaba a punto de graduarse en 1937 fue llamado para hacer de maestro en la Escuela Racionalista de Alicante, con Carmen Bernabeu, Matilde Forner y Modestro Izquierdo, entre otros. También se encargó de la publicación Liberación (Alicante, 1937-1939) y Anarquía (1937).
Al acabar la guerra civil pudo embarcarse en el último barco Stanbrook  que salió de Alicante hasta Orán (Argelia) donde fue internado en el campo de concentración de Hadjerat M'Guil, y luego en Camp Morand (Ksar el Boukhari, a las afueras de Argel) por las autoridades coloniales francesas. Tras la liberación de Francia se estableció en Argel, donde en 1946 dirigió Solidaridad Obrera y en 1947 fue secretario de las Juventudes Libertarias en el norte de África. A comienzos de la década de 1950 se estableció en Marruecos, y en la década de 1960 en Casablanca, donde dirigió la asociación cultural Armonía con Juan Jimeno Montalbán, Vallés, Fernández y Vizcaíno.
En 1964 se marchó a Francia donde se estableció en Burdeos y definitivamente en 1967 en Limoges. En Francia empezó trabajando de albañilería y en 1981 se jubiló como ingeniero. Participó en la mayor parte de los congresos y plenos de la CNT del Exilio y de la Asociación Internacional de los Trabajadores (AIT). Con Federica Montseny y Vicente Llansola Renau, representó el Movimiento Libertario Español (MLE) en el Congreso Internacional de Federaciones Anarquistas de París de verano de 1971. En 1972 colaboró en la edición castellana de la Enciclopedia Anarquista. Entre 1972 y 1979 fue secretario de la AIT, director del Boletín de Información de la AIT y colaboró en el boletín de la Comisión de Relaciones de la Internacional de Federaciones Anarquistas (CRIFA). En 1986 fue nombrado director del semanario anarcosindicalista Cenit . Murió en Limoges el 18 de mayo de 1996.

## Obras
- La revolución de Octubre de 1934
- AIT: La Internacional del sindicalismo revolucionario (1976, con otros)
- Vigencia del anarcosindicalismo (1982)
- El anarquismo en Alicante (1868-1945) (1986, con otros)
- Del cero a la revolución social. Reflexiones y ensayo (1988)
- La AIT a través de sus congresos. El debate anarcosindicalista (1988)
- Por tierras de moros. El exilio español en el Magreb (1989)